# トゥパク・アマル (初代)

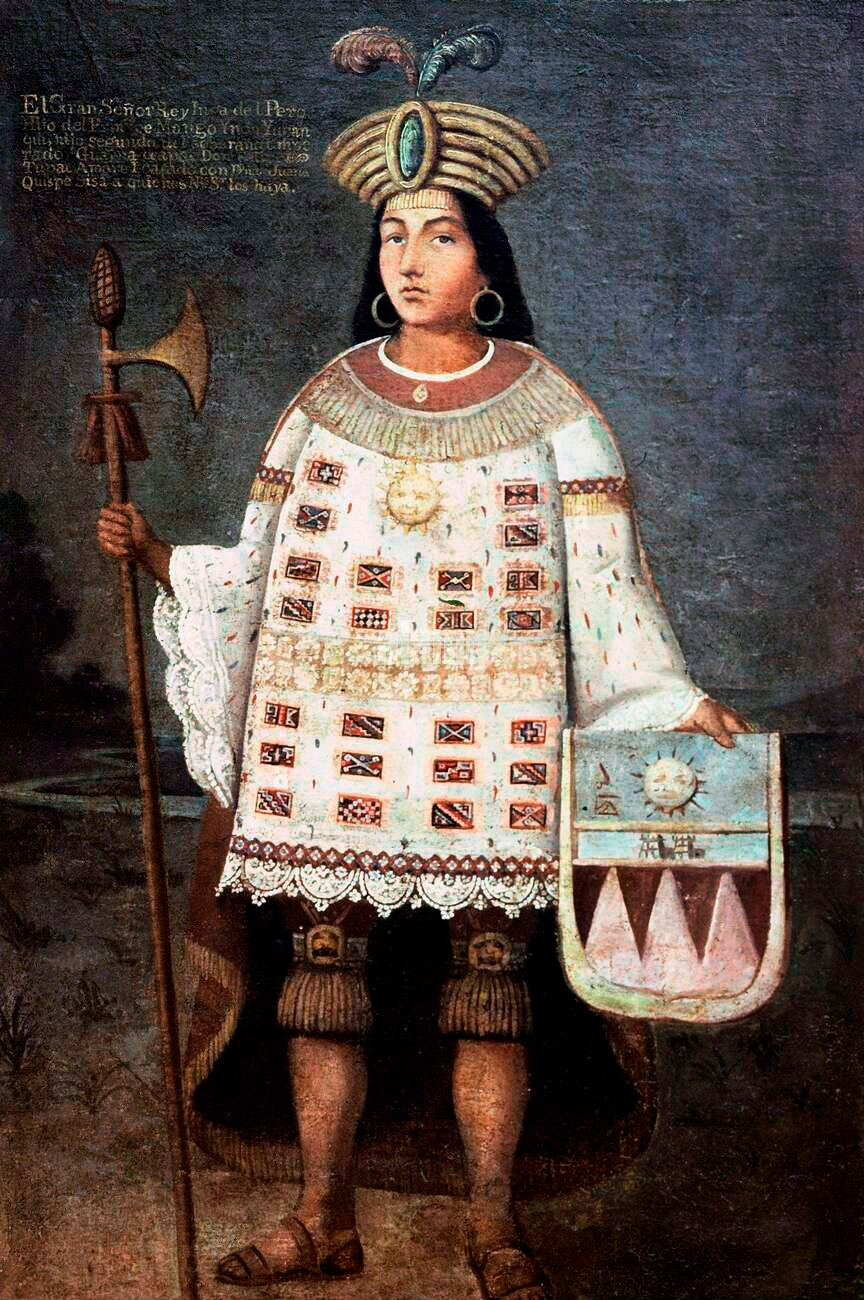
トゥパク・アマル1世

トゥパク・アマル（スペイン語：Túpac Amaru、ケチュア語：Tupaq Amaru＝高貴な龍又は輝ける龍、1545年-1572年9月24日、在位：1571年-1572年）は、インカ帝国最後の「皇帝」である。ただし、彼が「皇帝」となるより遙か以前に、インカ帝国はフランシスコ・ピサロによって征服されており、一部の残党がクスコ北方のウルバンバ川流域に立てこもってスペインに抵抗を続けていた。この新しい亡命政権を「ビルカバンバ（Vilcabamba）のインカ帝国」と呼ぶ。彼は、この勢力に擁立されたが、その後短期間のうちにこの「ビルカバンバのインカ帝国」は滅亡した。

## トゥパク・アマル即位前の「ビルカバンバのインカ帝国」
トゥパク・アマルの父、マンコ・インカ・ユパンキは皇帝アタワルパの兄弟（一説に、マンコ・インカ・ユパンキはアタワルパの兄弟ではなく、下級貴族出身とも）だが、インカ帝国の内戦の際にアタワルパと対立したため、征服ののちピサロの傀儡としてインカ皇帝に擁立された。しかし、やがてマンコ・インカはピサロと対立し、1536年にクスコから脱走して反乱を起こした。反乱軍は先住民の大軍でクスコを包囲し、スペイン人を追いつめるが、やがて形勢は逆転し、撃退されて後退した。しかし、彼らが逃げ込んだウルバンバ川の奥地ビルカバンバは非常に峻険な地形であり、スペイン軍は容易に近づけなかった。そのため、彼らはその後約35年に渡ってこの地に独立した王国を維持し続けた。この間、スペイン勢力は宣教師を派遣して彼らの帰順を促したがうまくいかず、逆にピサロ一族とディエゴ・デ・アルマグロの、スペイン人同士の内乱に付け入って、アルマグロ派に接近することによって彼らは独立を維持し続けた。

## 即位と死
しかし、マンコ・インカは、ピサロに敗れたアルマグロ派のスペイン人兵士をかくまっていたところ、彼らの裏切りによって1544年に殺害され、その後、彼の3人の子どもが次々とインカ皇帝に即位した。最初に即位したのが長子サイリ・トゥパックであったが、彼は1555年、ビルカバンバを離れてスペインに下り、弟のティトゥ・クシが跡を継いだ。ティトゥ・クシは1571年に亡くなったが、死の直前、スペイン人の神父が彼に薬を与えていたため、これを毒殺と考えた先住民は神父たちを殺害し、これが契機となってスペイン勢力はついにインカ帝国残党の完全征服に乗り出した。トゥパク・アマルはティトゥ・クシの死後ただちに皇帝に即位したが、すでに新インカ帝国の勢力は衰微しており、トゥパク・アマルはほとんど何もすることはできなかった。即位から1年あまりのちの1572年4月にはスペイン軍の来襲によって山中の「ビルカバンバのインカ帝国」は滅亡した。トゥパク・アマルは捕らえられて、激しい拷問ののち、同年9月24日にクスコで斬首された。没年齢は26～27歳。

## 処刑場での一幕
処刑の時、トゥパク・アマルが処刑台に登り、刑執行人が刀を取り出したとき、先住民の全群衆が悲しみの叫び声を挙げて涙を流した。この様子に、トゥパク・アマルは右手をさっと挙げて人びとを静まらせた。その毅然とした態度に、群衆は一瞬で静まりかえった。それを見ると、トゥパク・アマルは死を目前にしたものとは思えない立派な態度で群衆に対してケチュア語で話し始めたと伝えられている。

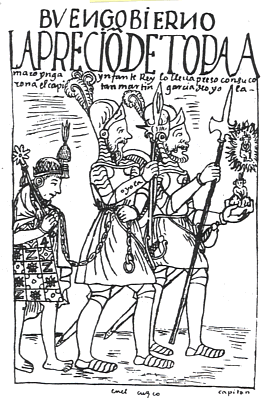
トゥパク・アマルがスペイン人の捕虜となった絵（1572年）

## 関連図書
- 増田義郎『インカ帝国探検記－ある文化の滅亡の歴史』中公文庫、改版2017年
- 増田義郎『アステカとインカ　黄金帝国の滅亡』講談社学術文庫、2020年
- 染田秀藤『インカ帝国の虚像と実像』講談社選書メチエ、1998年